# Protichneumon chinensis
Protichneumon chinensis là một loài tò vò trong họ Ichneumonidae.